# Sapois (Jura)
Sapois település Franciaországban, Jura megyében. Lakosainak száma 400 fő (2022. január 1.). Sapois Équevillon, Bourg-de-Sirod, Champagnole, Lent és Mournans-Charbonny községekkel határos.

## Népesség
A település népessége az elmúlt években az alábbi módon változott:
| Lakosok száma | 213  | 272  | 310  | 317  | 348  | 358  | 374  | 385  | 396  | 400  |
|               | 1968 | 1982 | 1990 | 2006 | 2013 | 2015 | 2017 | 2019 | 2020 | 2022 |